# سیارک ۹۹۱۴
سیارک ۹۹۱۴ (به انگلیسی: 9914 Obukhova، نامگذاری:1976UJ4) نه هزار و نهصد و چهاردهمین سیارک کشف شده‌است که در ۲۸ اکتبر ۱۹۷۶ کشف شد.
قدر مطلق سیارک برابر ۲۱.۴ است.